# جو فانتین
جو فانتین (انگلیسی: Joe Fountain؛ 21 September 1871 –  1946 (aged 66)) بازیکن فوتبال اهل بریتانیا بود.
از باشگاه‌هایی که در آن بازی کرده‌است می‌توان به باشگاه فوتبال ووستر سیتی و باشگاه فوتبال بیرمنگام سیتی اشاره کرد.